# NGC 3955
NGC 3955 ist eine linsenförmige Galaxie vom Hubble-Typ S0-a im Sternbild Becher südlich der Ekliptik. Sie ist schätzungsweise 68 Millionen Lichtjahre von der Milchstraße entfernt.
Das Objekt wurde am 21. Dezember 1786 von Wilhelm Herschel entdeckt.